# Zvonimir Črnko
Zvonimir Črnko (* 1. August 1936 in Buševec; † 25. Januar 2008 in Zagreb) war ein kroatischer Schauspieler.

## Leben
Črnko wandte sich nach Aktivitäten als Fußballspieler und Musiker der Schauspielerei zu; in Zagreb besuchte er die Theaterakademie Gavella. Ersten Bühnenerfahrungen als Hamlet folgten Engagements als rebellische junge Männer in einigen Fernsehfilmen. Große Erfolge waren die Serien Kad je mac krojio pravdu im Jahr 1967 und, zwei Jahre später, Sumorna jesen. Der als schwierig bekannte, aber beim Publikum beliebte Schauspieler war auch auf den Kinoleinwänden in bedeutenden Filmen zu sehen; sowohl in Covjek koga treba ubiti wie in Izgubljeni zavicaj spielte er Rollen. Nach schlechten Kritiken im Jahr 1985 zog sich Črnko von der Schauspielerei zurück und lebte mit seiner Schwester in Velika Gorica, in den letzten Jahren seines Lebens durch eine Diabetes-Erkrankung in den Rollstuhl gezwungen.

## Filmografie (Auswahl)
- 1965: Der Ölprinz
- 1967: Kad je mac krojio pravdu (Fernsehserie)
- 1968: Isadora (Isadora)
- 1969: Sumorna jesen (Fernsehserie)
- 1976: Fluchtversuch
- 1976: Die große Orgie (Vizi privati, pubbliche virtù)
- 1979: Der Mann, den man töten sollte (Covjek koga treba ubiti)
- 1980: Izgubljeni zavicaj